# Kate Biscoe
Kate Morgan Biscoe (* 1970 in New York) ist eine US-amerikanische Maskenbildnerin für Film und Fernsehen. Ihre Arbeit wurde bei der Oscarverleihung 2019 mit dem Oscar für Make-up und Frisuren und bei der Emmy-Award-Verleihung 2013 mit zwei Emmys gewürdigt.

## Leben
Biscoe wurde als Tochter von David M. Morgan und Jean Sargent Morgan geboren und hat einen Bruder. Sie besuchte die Schule in Frankreich und studierte französische Literatur und Sprache an der McGill University in Montreal. 1995 heiratete sie den Filmproduzenten Max Biscoe, mit dem sie Zwillinge hat. Sie lebt heute in Los Angeles.
Kate Biscoe begann ihre Tätigkeit mit dem Make-up für den 1996 erschienenen Film Sling Blade – Auf Messers Schneide. Sie war seither an zahlreichen Fernseh- und Filmproduktionen beteiligt. Für ihr Make-up bei Buffy – Im Bann der Dämonen wurde sie 1997 von der Hollywood Makeup Artist and Hair Stylist Guild für deren jährliche Auszeichnung nominiert. Es folgten Nominierungen der Gilde 2000 für das Make-up in Teuflisch und 2002 für Zoolander. 2002 wurde sie dann mit dem Hollywood Makeup Artist and Hair Stylist Guild Award für The Royal Tenenbaums ausgezeichnet. Für ihre Tätigkeit bei Die Geisha wurde Biscoe 2006 für den BAFTA Award nominiert. Ihre Arbeit an Liberace – Zu viel des Guten ist wundervoll wurde 2013 mit gleich zwei Emmy Awards gewürdigt. 2019 folgte die Auszeichnung mit dem Oscar für ihr Werk an Vice – Der zweite Mann. Sie wurde hierfür mit zahlreichen weiteren Preisen geehrt. Kate Biscoe war bei der Fernsehserie Sharp Objects für das Make-Up von Amy Adams als Camille Preaker zuständig. Hierfür wurde sie 2019 für einen Emmy nominiert.
Weitere Filme, an denen sie mitwirkte, waren beispielsweise: Tropic Thunder (2008), Iron Man 2 (2010), Wasser für die Elefanten (2011), Argo (2012), Iron Man 3 (2013), Terminator: Dark Fate (2019).

## Auszeichnungen (Auswahl)
- Oscar 2019: Briscoe wurde zusammen mit Greg Cannom und Patricia Dehaney  2019 mit dem Oscar für das beste Make-up für die Arbeit an Vice – Der zweite Mann ausgezeichnet. Die Dankesrede bei der Oscarzeremonie wurde als ungewöhnlich wahrgenommen.[9]
- Emmy Award 2013: Sie wurde für protesisches und nicht-protesisches Make-up mit zwei Emmys für ihre Arbeit an Liberace – Zu viel des Guten ist wundervoll ausgezeichnet.[8]